# Casearia guianensis
Casearia guianensis (Aubl.) Urb. – gatunek rośliny z rodziny wierzbowatych (Salicaceae Mirb.). Występuje naturalnie na Karaibach, w Ameryce Centralnej oraz Ameryce Południowej. 

## Rozmieszczenie geograficzne
Rośnie naturalnie na Karaibach, w Ameryce Centralnej oraz Ameryce Południowej. Występuje na Gwadelupie, Martynice, w Meksyku, Kostaryce, Panamie, Kolumbii, Wenezueli, Gujanie, Gujanie Francuskiej oraz Brazylii. W Brazylii został zaobserwowany w stanach Acre, Pará, Roraima, Alagoas, Bahia, Ceará, Maranhão, Pernambuco i Minas Gerais). 

## Morfologia
PokrójZrzucające liście drzewo lub krzew dorastające do 4–15 m wysokości.
LiścieBlaszka liściowa ma jajowaty kształt. Mierzy 7–19 cm długości oraz 3–7 cm szerokości, jest karbowana na brzegu lub niemal całobrzega, ma klinową nasadę i ostry wierzchołek. Ogonek liściowy jest nagi i dorasta do 5–10 mm długości.
KwiatySą zebrane w pęczki, rozwijają się w kątach pędów. Mają 5 działek kielicha o eliptycznym kształcie. Kwiaty mają 8 pręcików.
OwoceMają kulistawy kształt i osiągają 6–10 mm średnicy.

## Biologia i ekologia
Rośnie w lasach, na terenach nizinnych. 

## Zastosowanie
Drewno jest twarde, ciężkie i ma żółtą lub jasnobrązową barwę. Lokalnie ma zastosowanie do budowy domów czy ogrodzeń. Jest również używane jako opał.